# Стивенс, Молли
Молли Стивенс (Molly M. Stevens) — британский учёный и инженер, биомедицинский инженер, специалист в области наномедицины. Доктор философии (2001), профессор Имперского колледжа Лондона (с 2008), член Лондонского королевского общества (2020) и Королевской инженерной академии Великобритании (2013), иностранный член Национальной инженерной академии США (2019). Также руководит лабораторией в Каролинском институте. Высокоцитируемый исследователь (HCR) согласно Clarivate Analytics (2018).
Окончила с первоклассным отличием University of Bath (BPharm, 1995). Степень доктора философии получила в Ноттингемском университете в 2001 году. Являлась постдоком в MIT, занималась на кафедре химической инженерии у проф. Роберта Лэнджера. За чем с 2004 года лектор Имперского колледжа Лондона, с 2008 года профессор — стала одним из самых молодых профессоров в его истории. Член международной редколлегии Biomaterials (journal). Фелло Королевского химического общества. Популяризатор науки и техники.
Трое детей.
Опубликовала более 300 научных работ.
Отмечена FEBS/EMBO Women in Science Award (2021). Также отмечена Karen Burt Memorial Award и Rosalind Franklin Medal and Prize (2018). Другие отличия:
- Ronald Belcher Memorial Lecture Award (2000)
- Philip Leverhulme Prize for Engineering (2005)
- Conference Science Medal (2007)
- Jean Leray Award (2009)
- Вошла в топ-10 инноваторов младше 40 лет по версии Times (2010)[9]
- RSC Norman Heatley Prize (2010)
- Royal Society Clifford Patterson Lecture[англ.] (2012)
- Clemson Award for Basic Research, Society for Biomaterials (2016)[12][13]
- Harrison Medal (Королевское фармацевтическое общество, 2017)[9]
- Surfaces and Interfaces Award (Королевское химическое общество, 2019)[14]
- Kabiller Young Investigator Award (2019)[15]
- Acta Biomaterialia[англ.] Silver Medal (2020)[16]
- Mabel FitzGerald Prize Lecture (2021)[7]